# Любен Прашков
Любен Петров Прашков е български изкуствовед, реставратор и преподавател в Нов български университет. Баща на художника Кирил Прашков.

## Биография

### Произход и образование
Любен Прашков е роден на 18 юли 1931 г. в село Полски Сеновец, община Полски Тръмбеш, област Велико Търново.
Завършва основно образование в ОУ „Н. Й. Вапцаров“ в Полски Сеновец, а гимназия в Полски Тръмбеш. Завършва ВИИИ „Николай Павлович“ в София със специалност „Живопис“ при Ненко Балкански през 1957 г. Като студент взима участие в проекти и дейности относно реставрацията на православни храмове и други светилища свързани с българщината.
Член на Българска комунистическа партия от 1961 г.
Специализира в СССР, Полша, Франция и Италия.
Завършва аспирантура по византология (1967) в Московския държавен университет при Виктор Н. Лазарев. Защитава докторската дисертация на тема „Материали и техника на българската монументална живопис от края ХII до на ХIV век“ през 1967.

### Професионална кариера
Прашков е основател на ателието по реставрация и консервациа (1960) в Института за паметници на културата (ИПК, по-късно НИПК, сега Национален институт за недвижимо културно наследство – НИНКН) в София.
Любен Прашков започва кариерата си като младши научен сътрудник в музей „Рилски манастир“. През същата година започва и преподавателската си дейност във Художествената академия ВИИИ „Николай Павлович“ по живописна техника на специалностите „Стенопис“ и „Изкуствознание“. Основава и завежда катедрата „Консервация и реставрация“ в Академията (от 1973); доцент (1974), професор (1982). Проучва техниката и материалите на много средновековни паметници на културата и историята на старобългарското изкуство. Създава методика за консервация.
Ръководи проучването, разкриването и консервирането на стенописи в Хрельовата кула в Рилския манастир, в църквата „Рождество Христово“ в с. Арбанаси, в Троянския манастир и другаде; на много средновековни и възрожденски икони и картини. Автор е на статии, студии, монографии:
- „Техника и материали на стенната живопис от ХІ в. в костницата на Бачковсикя манастир“ (1965),
- „Техника и материали на стенната живопис в църквата „Св. четиридесет мъчевници“ в гр. Велико Търново“ (1966),
- „Хрельовата кула“ (1973),
- „Църквата „Рождество Христово“ в Арбанаси“ (1979),
- „Стенописи от ХІІІ век в горния етаж на Боянската църква“ (1980),
- „Развитие и разпространение на иконата в България от ІХ до ХІХ век“ (1981),
- „Материали и техника на българската икона“ (1982).
- Автор е не раздела „Живопис“ в „История на България“ (т. 4, 1983).

Прашков е професор във Великотърновския университет от 1992 и е ръководител на специалност „Иконография“. По-късно е преподавател в Нов български университет в департаментите „История на културата“ и „Туризъм“ и взима участия в различни събития свързани с изобразителното изкуство, реставрацията и културния живот в българската столица и страната.
Любен Прашков умира през 2007 г. в София.

## Дейности за развитието на културата
- Създател на катедрата по консервация и реставрация към Художествената академия в София (1973)
- Създател на катедрата по иконография при Православния богословски факултет към Великотърновски университет
- Реставратор на православен храм „Свети Архангел Михаил“ в град Рила
- Реставратор на параклиса на Хрельовата кула в Рилския манастир